# SU-85
De SU-85 of SOe-85  (Russisch: СУ-85) was een gemechaniseerd antitankgeschut van de Sovjet-Unie dat gebruikt werd gedurende de Tweede Wereldoorlog. De 85 in de naam staat voor het kaliber van kanon; 85 mm.
Het voertuig was gebouwd op het chassis van een T-34 halfzware tank. In tegenstelling tot eerder gemechaniseerd geschut uit de Sovjet-Unie was dit voertuig een tankjager.
Het voertuig werd vanaf augustus 1943 tot het eind van de oorlog ingezet.